# Paul Stremler
Paul Auguste Stremler (* 12. Juni 1894 in Saint-Maur-des-Fossés; † 10. Juli 1938 in Paris) war ein französischer Autorennfahrer.

## Karriere als Rennfahrer
Paul Stremler startete in seiner Karriere zweimal beim 24-Stunden-Rennen von Le Mans. 1925 bestritt er das Rennen gemeinsam mit Pierre Salles auf einem Rolland-Pilain C23 Super Sport. Nach der Inanspruchnahme fremder Hilfe wurde das Rennteam nach Rennschluss disqualifiziert. Im Jahr darauf bestritt er das Rennen gemeinsam mit Paul Chalamel auf einem Werks-Rolland-Pilain C23. Ein technischer Defekt verhinderte die Zielankunft.

## Statistik

### Le-Mans-Ergebnisse
| Jahr | Team                                 | Fahrzeug                       | Teamkollege   | Platzierung     | Ausfallgrund |
| ---- | ------------------------------------ | ------------------------------ | ------------- | --------------- | ------------ |
| 1925 | SA des Établissements Rolland-Pilain | Rolland-Pilain C23 Super Sport | Pierre Salles | disqualifiziert |              |
| 1926 | SA des Établissements Rolland-Pilain | Rolland-Pilain C23 Super Sport | Paul Chalamel | Ausfall         | Defekt       |